# Ruth Donnelly
Ruth Donnelly (17. května 1896 Filadelfie, Pensylvánie – 17. listopadu 1982 New York City, New York) byla americká filmová a divadelní herečka.

## Životopis
Donnelly se narodila ve Filadelfii v Pensylvánii jako dcera Harryho Augustuse a Bessie B. Donnellyových. Její strýc Frederick W. Donnelly byl dlouholetým starostou Trentonu v New Jersey.
Podle článku z deníku The Day Book z roku 1915 byla Donnelly nucena odejít ze Sacred Heart Convent, kde se vzdělávala, protože se opakovaně smála v nevhodných situacích.
Donnelly začala svou divadelní kariéru v 17 letech ve hře The Quaker Girl. Herečka Rose Stahl se stala její mentorkou a po ročním angažmá ve sboru ji obsadila do hry Maggie Pepper. Její debut na Broadwayi upoutal pozornost George M. Cohana, který ji následně obsadil do mnoha komediálních vedlejších rolí v muzikálech, jako například Going Up (1917).
Přestože se Donnelly poprvé objevila ve filmu už v roce 1914, její hollywoodská kariéra začala až v roce 1931 a trvala do roku 1957. Ve filmech často hrála manželku Guye Kibbeeho (Footlight Parade, Wonder Bar, Merry Wives of Reno, Mr. Smith Goes to Washington). Byla také obsazená do filmu The Bells of St. Mary's po boku Binga Crosbyho a Ingrid Bergmanové. Mnoho let po své poslední filmové roli se vrátila na divadelní jeviště jako náhradnice za Patsy Kelly v broadwayské obnovené premiéře muzikálu No No Nanette a později vystupovala v putovní produkci s Donem Amechem a Evelyn Keyes.
Donnelly byla vdaná za Basila Wintera de Guicharda, výkonného ředitele společnosti AC Spark Plug, od roku 1932 až do jeho smrti v roce 1958.
Donnelly zemřela v Roosevelt Hospital v New Yorku ve věku 86 let.